# Brocchinia wurdackiana
Espèce
Classification phylogénétique
Brocchinia wurdackiana est une espèce de plantes de la famille des Bromeliaceae, endémique du Venezuela.

## Distribution
L'espèce est endémique de l'État d'Amazonas au Venezuela.

## Description
L'espèce est hémicryptophyte.